# Po půlnoci
Po půlnoci – szósty album studyjny czeskiego zespołu pop-rockowego Mandrage. Wydany został 19 stycznia 2018 roku przez wytwórnię płytową Universal Music.

## Promocja i wydanie
Pierwszy singel promujący wydawnictwo, zatytułowany „Slečno, já se omlouvám se” został wydany 14 lipca 2017 roku przez wytwórnię Universal Music. Do utworu został zrealizowany teledysk, który wyreżyserowali Tomáš Kasal i Matyáš Vorda. Drugi singel z tegoż albumu, „Motýli”, ukazał się 8 grudnia 2017 roku. Do singla powstał teledysk, który zrealizowali Matyáš Vorda, Tomáš Kasal i Michal Budinský.
Album, zarówno w wersji cyfrowej, jak i fizycznej, został wydany 19 stycznia 2018 roku przez wytwórnię płytową Universal Music.

## Wykonanie na żywo
25 stycznia 2018 roku zespół zaprezentował materiał z płyty na koncercie Mandrage - Po půlnoci (živě na ÓČKU), zorganizowanym przez stację telewizyjną Óčko, w ramach programu Óčko Stage živě.

## Lista utworów
Opracowano na podstawie materiału źródłowego.
| Nr  | Tytuł utworu                | Autorzy                                          | Długość |
| --- | --------------------------- | ------------------------------------------------ | ------- |
| 1.  | „Před půlnocí”              | František Bořík, Matyáš Vorda                    | 1:30    |
| 2.  | „Motýli”                    | Josef Bolan, Armin Effenberger                   | 3:30    |
| 3.  | „Filmy”                     | Armin Effenberger, Vít Starý                     | 3:16    |
| 4.  | „Endorfiny”                 | Josef Bolan, Armin Effenberger                   | 3:36    |
| 5.  | „Slečno, já se omlouvám se” | Josef Bolan, Armin Effenberger                   | 2:54    |
| 6.  | „Herečky”                   | František Bořík, Armin Effenberger, Martin Starý | 3:11    |
| 7.  | „Plakáty”                   | Armin Effenberger, Vít Starý                     | 3:04    |
| 8.  | „Malí sráči v nás”          | Naděžda Bilincová                                | 2:13    |
| 9.  | „Apolinář”                  | Armin Effenberger, Vít Starý                     | 3:27    |
| 10. | „Honolulu”                  | Josef Bolan, Armin Effenberger                   | 2:45    |
| 11. | „Výroba”                    | Josef Bolan, Armin Effenberger                   | 3:01    |
| 12. | „Díky Tobě”                 | Josef Bolan, Armin Effenberger                   | 3:18    |
| 13. | „Po půlnoci”                | Josef Bolan, Armin Effenberger                   | 3:18    |
|     |                             |                                                  | 39:03   |

## Trasa koncertowa
W dniach 2 lutego-3 marca 2018 roku miała miejsce trasa koncertowa Mandrage - tour 2018, podczas której zespół promował album Po půlnoci. W ramach supportu wystąpił piosenkarz Jakub Ondra.
| Data           | Miejscowość          | Miejsce             | Support     |
| -------------- | -------------------- | ------------------- | ----------- |
| 2 lutego 2018  | Praga                | Forum Karlín        | Jakub Ondra |
| 8 lutego 2018  | Liberec              | Dům kultury Liberec | Jakub Ondra |
| 9 lutego 2018  | Pardubice            | ABC Klub            | Jakub Ondra |
| 14 lutego 2018 | Brno                 | Sono Centrum        | Jakub Ondra |
| 15 lutego 2018 | Brno                 | Sono Centrum        | Jakub Ondra |
| 17 lutego 2018 | Ostrawa              | Dům kultury Akord   | Jakub Ondra |
| 2 marca 2018   | Pilzno               | Kulturní dům Peklo  | Jakub Ondra |
| 3 marca 2018   | Czeskie Budziejowice | Kulturní dům Vltava | Jakub Ondra |

## Autorzy
Opracowano na podstawie materiału źródłowego.
| Autorzy           | Funkcja          |
| ----------------- | ---------------- |
| Mandrage          | główny wykonawca |
| Naděžda Bilincová | kompozytor       |
| Josef Bolan       | kompozytor       |
| František Bořík   | kompozytor       |
| Armin Effenberger | kompozytor       |
| Martin Starý      | kompozytor       |
| Vít Starý         | kompozytor       |
| Matyáš Vorda      | kompozytor       |

## Pozycje na listach
| Państwo | Lista            | Najwyższa pozycja |
| ------- | ---------------- | ----------------- |
| Czechy  | Albums – Top 100 | 1                 |

## Historia wydania
| Państwo | Data             | Format              | Wytwórnia       | Źródło |
| ------- | ---------------- | ------------------- | --------------- | ------ |
| Czechy  | 19 stycznia 2018 | CD                  | Universal Music | [ 1 ]  |
| Czechy  | 19 stycznia 2018 | Dystrybucja cyfrowa | Universal Music | [ 4 ]  |
| Polska  | 6 lutego 2018    | Dystrybucja cyfrowa | Universal Music | [ 12 ] |